# Крамаренко, Александр Антонович
Александр Антонович Крамаренко (род. 26 октября 1921, Днепродзержинск , УССР — ум. 11 октября 2000, Санкт-Петербург , Россия) — советский военный, генерал-майор, начальник войск связи 13-й общевойсковой армии, начальник Томского высшего военного командного училища связи (1965—1971), начальник войск связи Южной группы войск (1971—1976).

## Биография
Александр Крамаренко родился в Днепродзержинске в семье крестьян. В 1939 году окончил Харьковское военное училище связи.
В преддверии Великой Отечественной войны был назначен начальником связи батальона 100-го танкового полка 50-й танковой дивизии, дислоцировавшейся в районе Харькова . С декабря 1941 года — начальник связи 1-го танкового батальона 150-й танковой бригады. В июне 1942 года Крамаренко был повышен до начальника связи этой же бригады, а с сентября того же года по январь 1943 года он проходил службу в должности помощника начальника штаба бронетанковых и механизированных войск 40-й армии. С января по апрель 1943 года — офицер связи бронетанковых и механизированных войск Воронежского фронта.
В апреле 1943 года в возрасте 21 года был назначен командиром отдельного батальона связи 5-го танкового корпуса . В марте 1943 года участвовал в обеспечении управления соединениями корпуса в боях на харьковском направлении, а летом того же года — во время Курской битвы и при освобождении левобережной Украины. С ноября 1943 по январь 1944 корпус участвовал в Киевской и Житомирско-Бердичевской наступательных и Киевской оборонной операциях. За участие в боях за освобождение Киева Крамаренко был награждён Орденом Красного Знамени.
В январе 1944 года корпус был включен в состав 6-й танковой армии, в составе которой вел боевые действия до конца войны. Батальон Крамаренко обеспечивал связь в Корсунь-Шевченковской, Уманско-Ботошанской и Ясско-Кишиневской операциях . С октября 1944 по апрель 1945 связисты поддерживали бесперебойную связь в Дебреценской и Будапештской, а в апреле-мае 1945 — в Братиславско-Брновской и Пражской операциях. Боевой путь батальон под командованием Александра Крамаренко закончил в Праге. В июне 1945 года батальон в составе корпуса был передислоцирован на Дальний Восток, где он участвовал в разгроме Квантунской армии Японии. Командовать батальоном, входившим отныне в состав Забайкальско-Амурского военного округа, Крамаренко продолжал до 1950 года.
С сентября 1950 по июнь 1955 года учился в военной академии связи им. Буденного в Ленинграде . После окончания приказом Главнокомандующего Сухопутными войсками СССР № 0183 от 9 мая 1955 года был назначен командиром 93-го отдельного Ясского полка связи 8-й танковой армии Прикарпатского военного округа . С ноября 1959 по сентябрь 1965 исполнял обязанности начальника войск связи 13-й общевойсковой армии Прикарпатского военного округа.
В течение 1963—1964 годов находился в специальной командировке на Кубе, как старший специалист по связи. С сентября 1965 года по декабрь 1971 года занимал должность начальника Томского высшего военного командного училища связи . С декабря 1971 по июнь 1976 проходил службу в Южной группе войск в должности начальника войск связи. Завершал службу в Советской армии в должности начальника командного факультета академии связи им. С. М. Буденного. После выхода в запас в ноябре 1982 г. работал заведующим музеем академии связи им. С. М. Буденного.
Скончался 11 октября 2000 года в Санкт-Петербурге. Похоронен на Никольском кладбище Александро-Невской лавры.

## Награды
- Орден Красного Знамени (3 декабря 1943) — за образцовое выполнение боевых задач командования на фронте борьбы с немецкими захватчиками и проявленные при этом победы и мужество [2]
- Орден Александра Невского (1 октября 1945) — за образцовое выполнение боевых задач командования на фронте борьбы с японскими империалистами и проявленные при этом победы и мужество [3]
- Орден Отечественной войны I ст. (16 сентября 1944) — за образцовое выполнение боевых задач командования на фронте борьбы с немецкими захватчиками и проявленные при этом победы и мужество [4]
- Орден Отечественной войны I ст. (23 мая 1945) — за образцовое выполнение боевых задач командования на фронте борьбы с немецкими захватчиками и проявленные при этом победы и мужество [5]
- Орден Отечественной войны II ст.
- Орден Красной Звезды
- Орден Красной Звезды
- Орден Красной Звезды
- Медаль «За отвагу»
- Медаль «За боевые заслуги»
- Медаль «За победу над Германией в Великой Отечественной войне 1941—1945 гг.»
- Медаль «За победу над Японией»
- Медаль «За взятие Будапешта»
- Медаль «За взятие Вены»
- Медаль «За освобождение Праги»
- Орден «Красная Звезда» (Венгерская Народная Республика) IV ст.
- Медаль «За победу над Японией» (МНР)